# Молодость Людовика XIV
«Молодость Людовика XIV» (фр. La Jeunesse de Louis XIV) — историческая драма в прозе французского писателя Александра Дюма-отца, впервые поставленная на сцене в 1853 году.

## Сюжет и история текста
Действие пьесы происходит во Франции в 1658 году. 20-летний король Людовик XIV влюбляется в Марию Манчини, племянницу кардинала Мазарини, в то время как кардинал и королева-мать хотят женить его на Маргарите Савойской. По ходу действия Людовик берёт в свои руки власть, поддерживает своего кузена Карла Стюарта в его претензиях на английский трон, делает своим советником драматурга Мольера, подписывает помилование принца Конде. Когда приходит известие из Мадрида о рождении сына у короля Испании, исчезает препятствие для женитьбы Людовика на инфанте Марии Терезии. Король и Мазарини совместно решают пожертвовать Марией Манчини в интересах государства и заключить испанский брак.
«Молодость Людовика XIV» была впервые поставлена на сцене 30 августа 1853 года в Комеди Франсез. Вскоре после того её запретила цензура Второй империи — по-видимому, из-за упоминаний Фронды и гомосексуальности Филиппа Орлеанского. 20 января 1854 года состоялась премьера в Брюсселе. Представления в Париже возобновились только в 1874 году — во времена Третьей Республики, когда автора уже не было живых. Перед второй французской премьерой текст пьесы отредактировал Александр Дюма-сын.